# Jan Willem Pieneman
Jan Willem Pieneman (prononcé en néerlandais : [jɑn ˈʋɪləm ˈpinəˌmɑn]; 4 novembre 1779 – 8 avril 1853) est un peintre et graveur du Nord des Pays-Bas.

## Biographie
Jan Willem Pieneman est né le 4 novembre 1779 à Abcoude dans les Provinces-Unies (Pays-Bas).
Il travaille d'abord comme vendeur tout en suivant des cours à la Stadstekenacademie. En 1805, il enseigne le dessin au centre d'entraînement à l'artillerie et à l’ingénierie à Amersfoort. Il se fait remarquer pour ses peintures représentant des événements de l'histoire du royaume uni des Pays-Bas. Il doit surtout sa renommée à une toile représentant les actes héroïques du prince d'Orange à la bataille des Quatre Bras, suivie par une peinture de la bataille de Waterloo. Le duc de Wellington, qui apprécie l'œuvre, l'invite en Angleterre à plusieurs reprises pour lui commander des portraits.
En 1820, il est nommé premier directeur de l'Académie royale des Beaux-Arts (Koninklijke Academie des Beaux-arts) à Amsterdam, poste qu'il occupe jusqu'à sa mort. Il a également servi comme directeur adjoint au Koninklijk Kabinet (maintenant le Mauritshuis). De 1844 à 1847, il est directeur du Rijksmuseum.
Il a joué un rôle important en tant que mentor et tuteur d'un groupe de jeunes artistes, dont le plus connu est Jozef Israëls. Parmi ses autres élèves, figurent Christina Alida Blijdenstein, Jacob Bruggink, Gijsbertus Craeyvanger, Reinier Craeyvanger, Johannes Hinderikus Egenberger, Bernard te Gempt, Petrus Franciscus Greive, Lambertus Johannes Hansen, Louis Meijer, son fils Nicolaas Pieneman, Jan Jacob Spohler et Willem Steelink.
Jan Willem Pieneman est décédé le 8 avril 1853 à Amsterdam.

## Œuvre
- Allégorie de la mort de Guillaume V, prince d'Orange (1806), huile sur panneau, 52 × 141 cm, Rijksmuseum, Amsterdam[2]
- Le Sacrifice du pasteur Hambroeck à Formose en 1662 (1810), huile sur toile, 102 × 114 cm, Rijksmuseum, Amsterdam[3]
- Triumvirat prenant le pouvoir au nom du prince d'Orange, 21 novembre 1813 (v. 1828), huile sur toile, 70 × 186 cm, Rijksmuseum, Amsterdam[4]
- Jonkheer Jan Willem Janssens (1762-1838), Gouverneur de la colonie du Cap (1815-1838), huile sur toile, 77 × 62 cm, Rijksmuseum, Amsterdam[5]
- La Bataille de Waterloo (1824), avec Duc de Wellington, William d'Orange et le Prince d'Orange blessé, huile sur toile, 567 × 823 cm, Rijksmuseum, Amsterdam[6]
- David Hendrik baron Chassé (1765-1849) (1832), huile sur toile, 98 × 79 cm, Rijksmuseum, Amsterdam[7]
- Jacob Hobein (1810-1888), sauveur du drapeau néerlandais sous le feu de l'ennemi, 18 mars 1831 (1832), huile sur toile, 84 × 66 cm, Rijksmuseum, Amsterdam[8]
- Agatha Petronella Hartsen (1814-1878) en robe de mariée (1841), huile sur toile, 107 × 89 cm, Rijksmuseum, Amsterdam[9]
- Portrait de Carel Joseph Fodor (1801-1860) (1848), huile sur toile, 100 × 75 cm, Musée d'Amsterdam[10]
- Pieter Merkus (1787-1844), Gouverneur général (1841-1844) (1844-1851), huile sur toile, 141 × 109 cm, Rijksmuseum, Amsterdam[11]

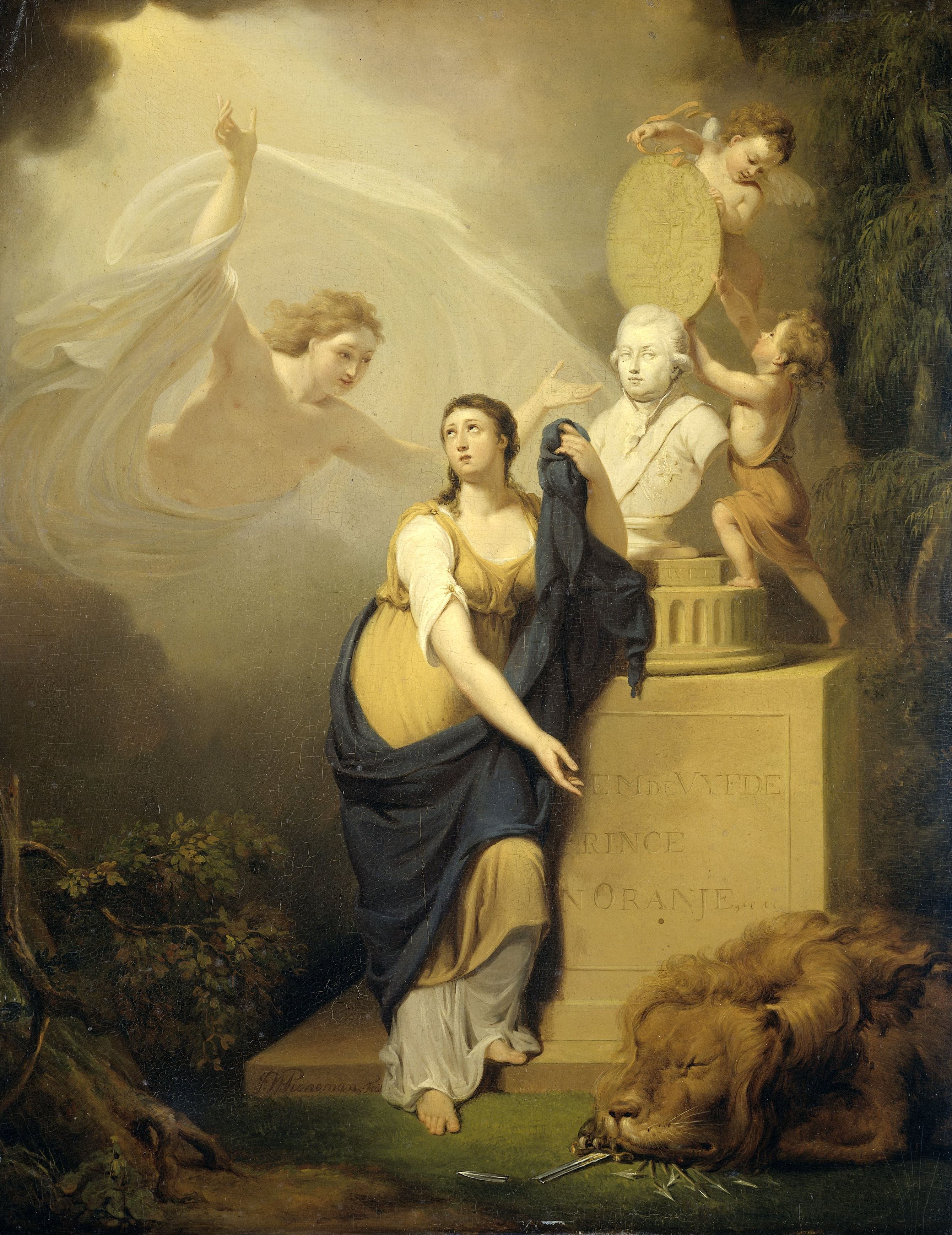
Allégorie à la mort de Guillaume V (1806) Rijksmuseum
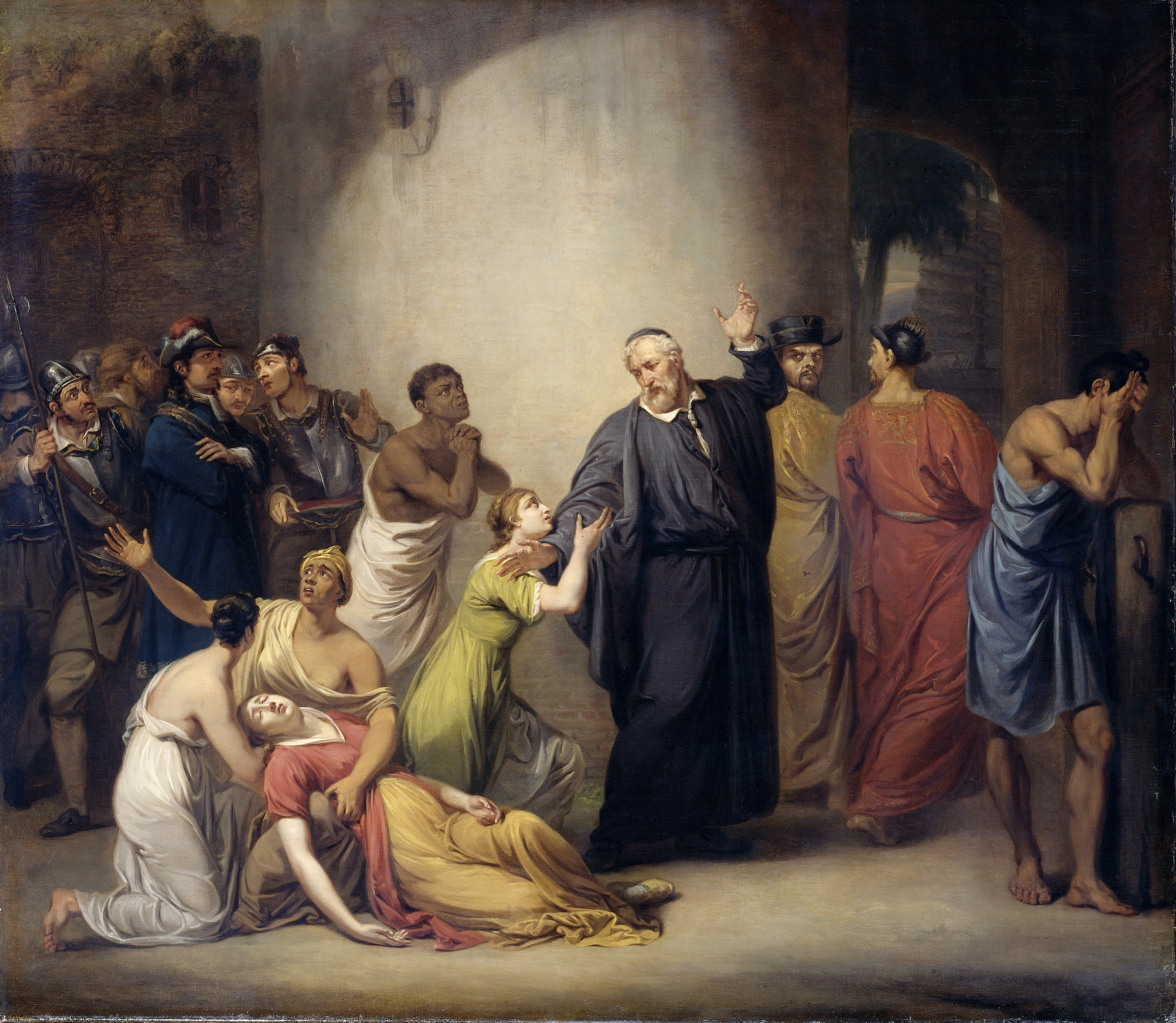
Le Sacrifice du pasteur Antonius Hambroek à Formose (1810) Rijksmuseum
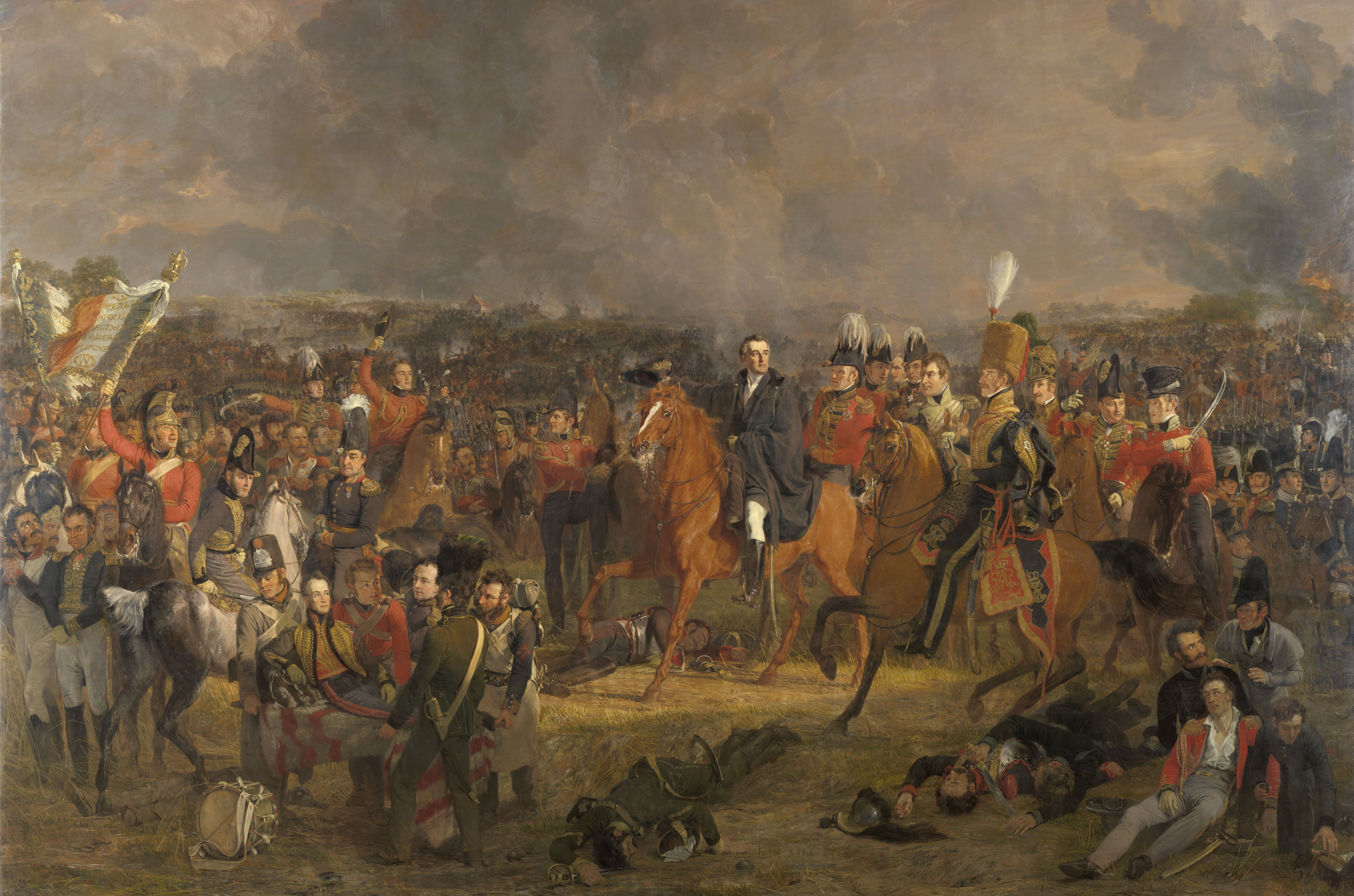
La Bataille de Waterloo (detail, 1824) Rijksmuseum, Amsterdam
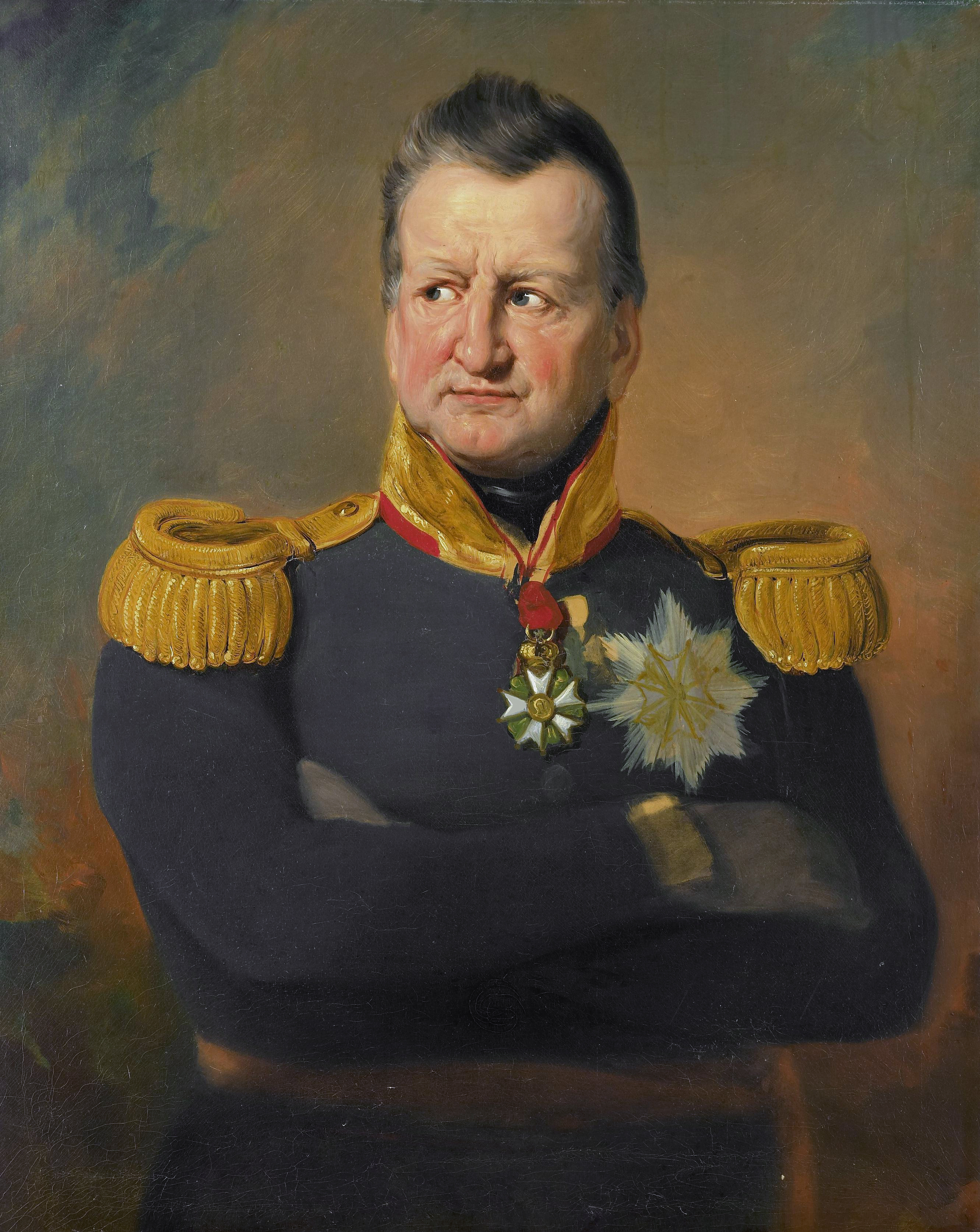
Général David Chassé (1832) Rijksmuseum, Amsterdam
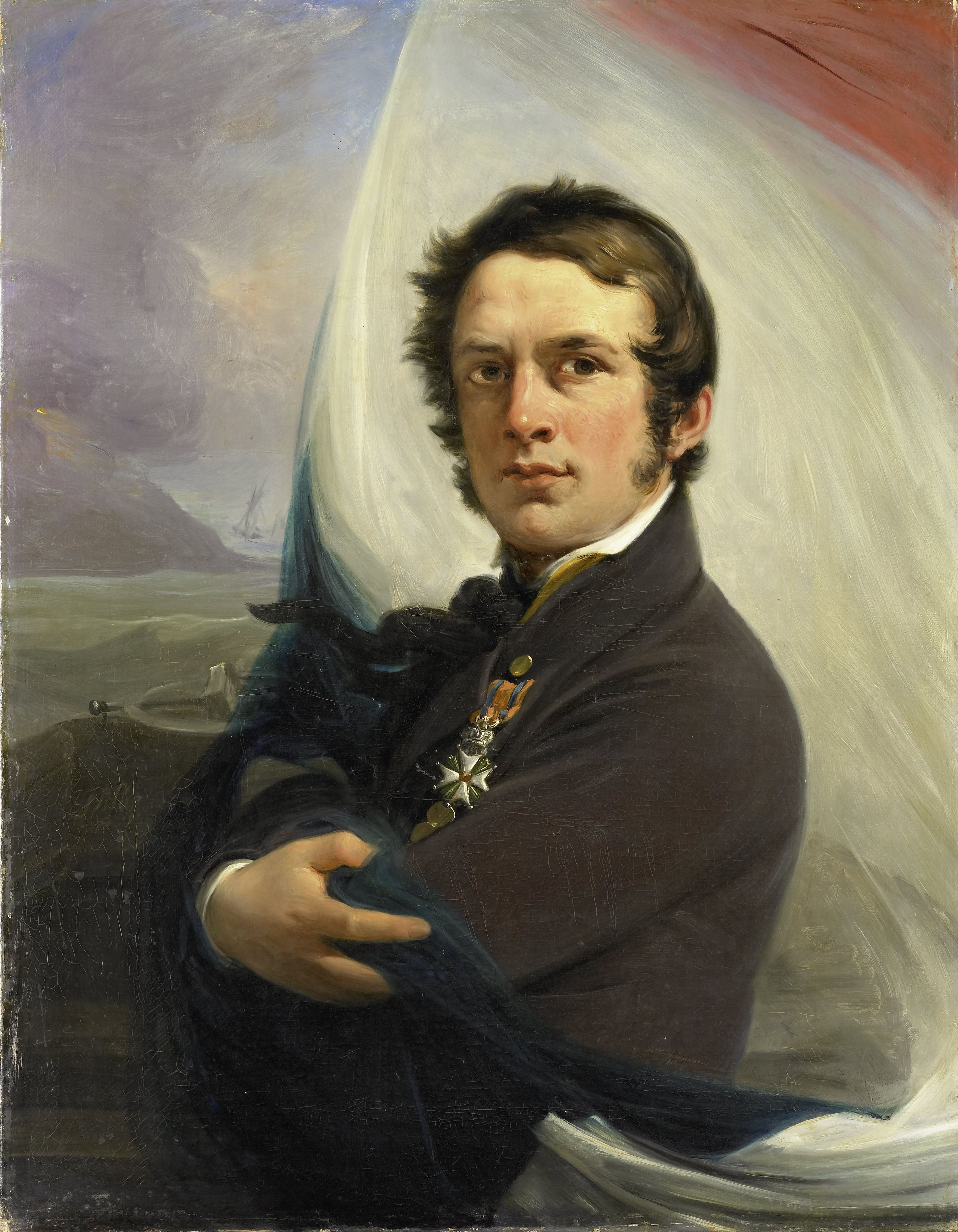
Portrait de Jacob Hobein (1832) Rijksmuseum, Amsterdam
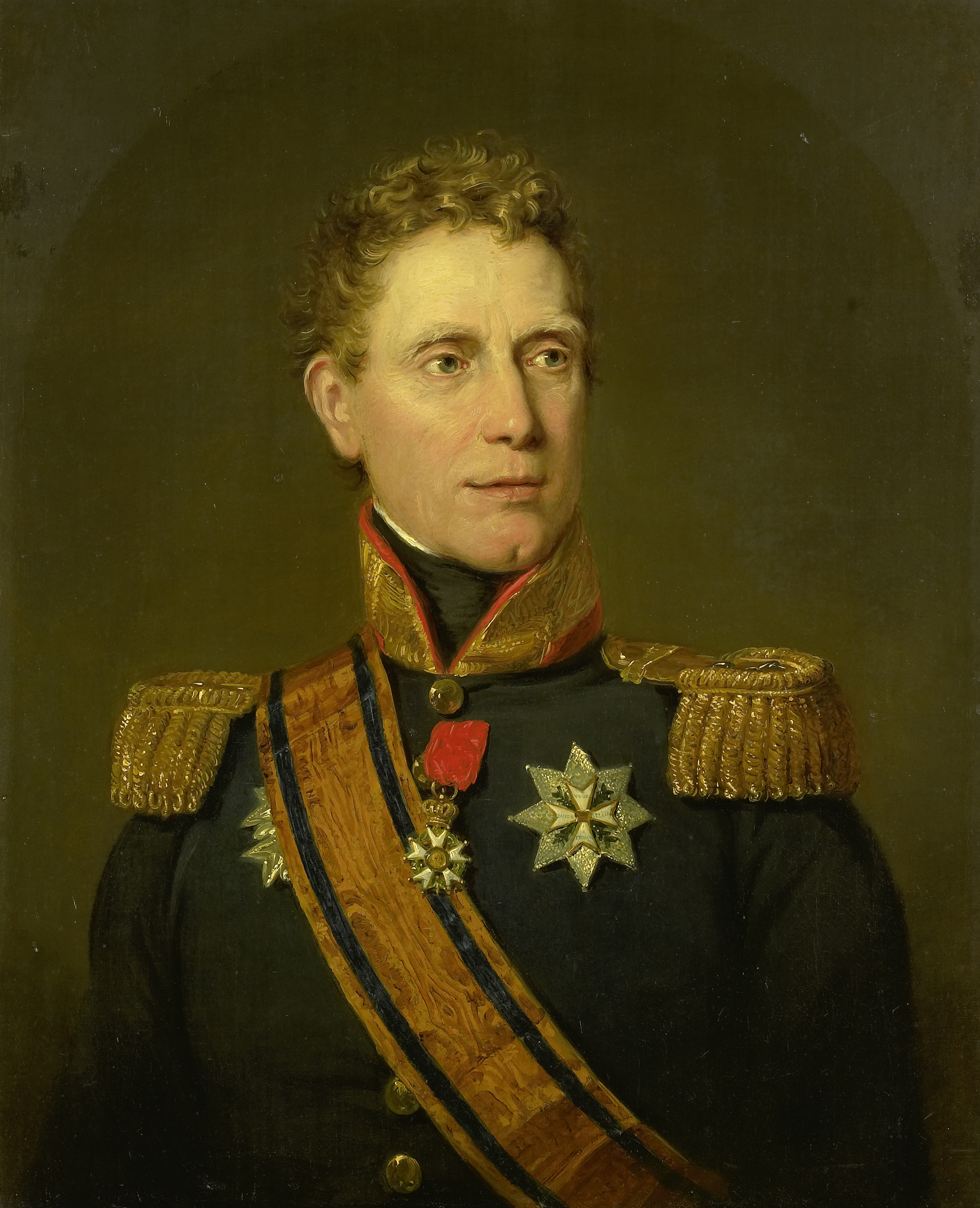
Jan Willem Janssens (1815–1838) Rijksmuseum, Amsterdam
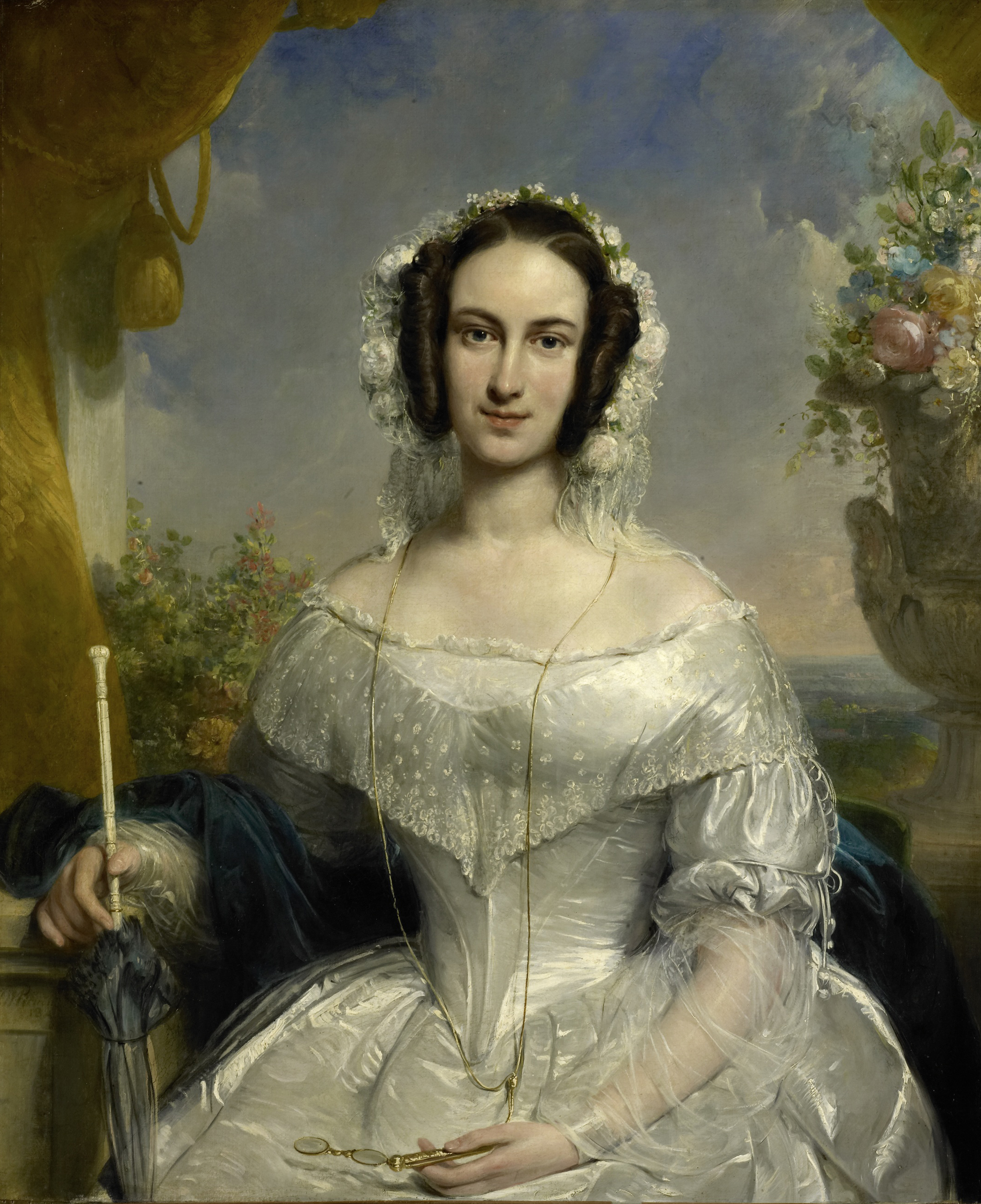
Agatha Petronella Hartsen (1841) Rijksmuseum, Amsterdam
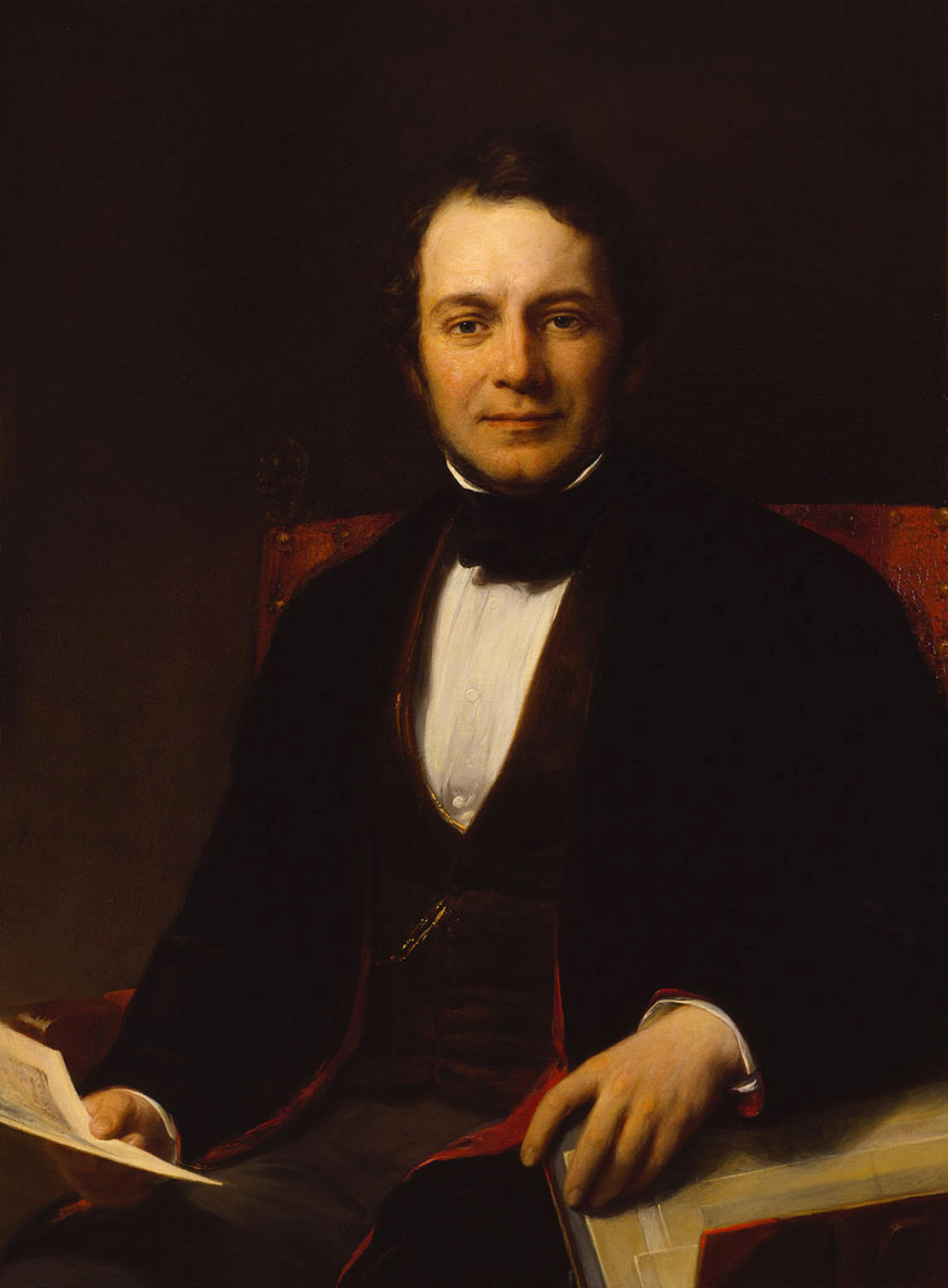
Carel Joseph Fodor (1848) Musée d'Amsterdam
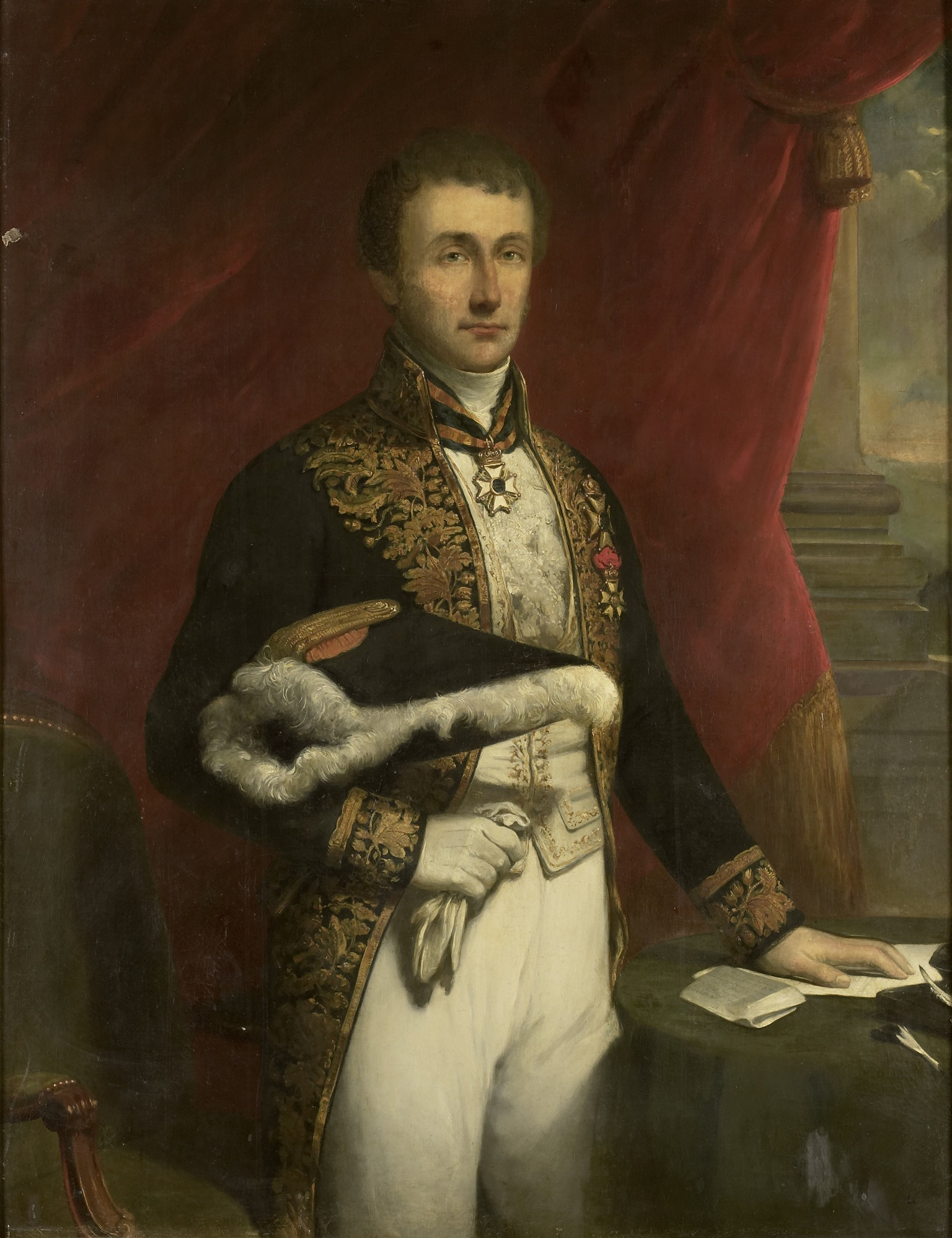
Portrait de Pieter Merkus (1844–1851) Rijksmuseum, Amsterdam